# Josias Ludwig Ernst Püttmann
Josias Ludwig Ernst Püttmann (* 12. Juli 1730 in Ostrau (Petersberg); † 28. April 1796 in Leipzig) war ein deutscher Rechtswissenschaftler.

## Leben
Der Sohn des Amtsschössers Ernst Ludwig Püttmann hatte seine Kindheitsjahre in seinem Geburtsort zugebracht. 1744 ging er an die Fürstenschule in Grimma, bezog 1748 die Universität Leipzig, war unter anderem Lehrer einiger junger Adliger gewesen und absolvierte dort sein juristisches Examen. Daraufhin wurde er 1754 Notar und kursächsischer Advokat, begann 1757 juristische Vorlesungen an der Leipziger Hochschule zu halten, promovierte 1761 zum Doktor der Rechte und war 1764 Oberhofgerichts- und Konsistorial-Advokat.
1765 übertrug man ihn an der Leipziger Hochschule eine außerordentliche juristische Professur, 1771 wurde er ordentlicher Professor mit dem Titel de V. S. et R. I., erhielt damit verbunden eine Beisitzerstelle an der juristischen Fakultät und war alsbald bis auf die zweite Professur des Kodex aufgerückt. Aufgrund seiner schlechten körperlichen Verfassung hatte er 1779 einen Substitut erhalten. Als Senior der juristischen Fakultät stiftete er 1000 Taler für den Witwenfiskus und war im Wintersemester 1775 Rektor der Alma Mater gewesen.

## Werke
- Epistola de contentione iuris civilis cum naturali. Leipzig 1751
- Diss. inaug. de querela inofficiosi testamenti fratribus uterinis haud coucedenda. Leipzig 1761
- Prolusio de coeca et illiberali sine arte critica et humanioribus litteris iurisprudentia, simul coniecturae ad loca quaedam iuris civilis depravata. Leipzig 1762
- Interpretationum et observatìonum, quibus difficiliora quaedam iuris Romani capita explicautur, illustrantur et ab emendationibus vindicantur, liber singularis. Leipzig 1763
- Progr. Coniecturarum ad locos quosdam iuris civilis depravatos decas. Leipzig 1763
- Progr. de iudicio Curiano. Leipzig 1765 Auch in Libro secundo Probabilium iuris civilis cap. XIV. p. 90 - 112
- Diss. Varia iuris civilis capita sistens. Leipzig 1766
- Probabilium iuris civilis liber fingularis. Accedit eiusdem Dissertatio iuris canonici de legislatore Ephesino, ad cap. 5. X. de praescript. Liber primus. Leipzig 1768
- Probabilium iuris civilis liber fingularis. Accedit eiusdem Dissertatio iuris canonici de legislatore Ephesino, ad cap. 5. X. de praescript. Liber fecundus. Leipzig 1773
- Progr. de arbitrio iudicis e foro, iudiciisque eliminando. Leipzig 1771
- Meletematum iuris civilis specimen I. Leipzig 1771
- Memoria Gottfr. Mascovii. Accedunt Jo. Barbeyracii, Christi. Gottl. Schwarzii, Jo, Dav. Koeleri, Nic. Hier. Gundlingii, Jo. Gottl. Heineccii, Gottfr. Mascovii et Jo. Gottl. Boehmii Epistolae aliquot ineditae, nec non Specimen Manuscripti Graeci, Eclogam legum continents, typisque noadum exscripti. Leipzig 1771
- Diss. de querela inoffi filosi testamenti fratribus atque foro ribus contra spurious haud competente Leipzig 1772
- Diatriba de feudo caballino, quod vulgo Klepperlehn vocant. Leipzig 1773
- Diss. de poenis pro frequentia delictorum temperandis. Leipzig 1773 Auch in Libro II Probab. iur. civilis cap. XV. p. 113-122.
- Diss. de remissione pignoria uxori in bonis mariti competentis, absque iureiurando valida, Leipzig 1773 Auch in Libro I Adversariorum iuris universi cap. VII; p. 122-134.
- Progr. de inopia mariti, interdum iusta separationis coniugum temporariae caussa. Leipzig 1773 Auch in Libro I Adversariorum iuris univ. cap. VIII. p. 135-148.
- Diss. de Salviano interdicto. Leipzig 1773
- Diss. de corona nuptiali vi compressae haud deneganda. Leipzig 1774 Auch in L. I Advers. iur. univ. cap. IX. p. 148 -158.
- Exercitatio ad I. 16. de inoff, testam. Leipzig 1774 Auch unter dem Titel: Inofficiosi querela testamenti remedium fubsidiarium. Lib. 16. C. de inoffic. testam. lux accensa; in Libro I Advers. iur. univ. cap. VI. p. 100-122.
- Gottfr. Mascovii Oratio de usu et praestantia historiae Augustae in iure civili, (hab. Harderovici 1731) praefatus est et aniuiadvers. nonnullas adiecit J. L. E. P. Leipzig 1774
- Diss. de sponsalìbus intra tempus luctus initis. Leipzig 1774 auch in L. I Advers. iur. univ. cap. X. p. 158 -169.
- Diss. de ineptis morientium voluntatibus. Leipzig 1774 auch in L.I Advers. iur. univ. cap. XI. p. 170 — 190,
- Progr. de feudi propter abusum amissione. Leipzig 1774 auch in L. I Advers. iur. univ. cap. XII. p. 190-206.
- Progr, de rebus ac iuribus per bonorum cessionem ad creditores haud transeuntibus. Leipzig 1775 auch in L. I Advers. iur. univ. cap. XIII." p. 206-225.
- Adversariorum iuris universi Liber primus. Leipzig 1775
- Adversariorum iuris universi Liber secundus. Accedit eiusdem Dissertatio iuris criminalis de Receptatoribus. Leipzig 1778
- Adversariorum iuris universi Liber tertius. Accedit eiusdem quaestionum illustrium e iure cambiali Decas, una cum ordinatone cambiali Jeverana antehac rarissima. Leipzig 1788
- Diss. de caussis nonnullis  adulterii  poenam mitigandi spuriis. Leipzig 1775 auch in L. II Advers. iur. univ. cap. XI et XII, untar dem Titel: De rebus, quae in Statutis Cizensìbus vocabulo Pacem significantur. Et: De feudi propter stuprum adulteriumque amissione p, 135-141.
- Diss. Observationum iuris Germanici specimen primum. Leipzig 1775 Spec. II. 1776, Spec. III. 1776,  4. und in L.II Advers. iur. univ. p. 142-156.
- Diss. de rutis caesis. Leipzig 1776
- Gottfridi Mascovii Opuscula iuridica ac philologica, recensuit et praefatus est et animadversiones nonnullas adspersit. Leipzig 1776
- De epocha Ausoniana fìctoque D. Magni Ausonii consulatu Burdigalensi diatribe: accedit Eduardi Corsini — de Burdigalensì Ausonii consulatu epistola, Leipzig 1776et ex editione reiterata. Leipzig 1780
- De feudo siduciario diatriba; accedit Jos. Aur. de Januario de iure feudali oratio. Leipzig 1777
- Diss. de poëtis privilegiorum exsortibus; ad L 3. C. de Profess. et Med. Leipzig 1777 und in L. II Advers. iur. univ. cap. II. p. 37-50.
- Diss. de investitura feudorum interdum ad tempus impedita, Leipzig 1777 und in L. II Advers. iur. univ. cap. X. p. 123— 156.
- Diss. Quaestionum forensium Specimen I. Leipzig 1777  und in L. II Advers. iur. univ.cap. XVI. XVII. XVIII. XIX. XX et XXI.
- Diss. de iure recipienti hostes alienos. Leipzig 1777
- Diss. de symbolica feudorum investitura per poculum. Leipzig 1777 und in L. II Advers. iur. univ. cap. IX. p. 103-123
- De Hadriani Imp. libris catacrianis epistola. Leipzig 1778 (eigentl. 1777)
- Progr. de excessu eius, cui aut verberatio aut vulneratio alicuius mandata est, mandanti haud imputando. Leipzig 1777
- Elementa iuris criminalis, commoda auditoribus methodo adornata. Leipzig 1779, 1802.
- Diss. de Murcis. Leipzig 1779
- Progr. de partu undecimestri. Leipzig 1779
- Diss de iure accrescendi ad emtorem hereditaris haud pertinente. Leipzig 1780
- Progr. de iure heredum vasalli offerendi simultanee investiendos. Leipzig 1780
- Christi. Thomasii elogium; praemissum Tomo IV Dissertt Thomas. Halle 1780
- Elementa iuris feudalis, commoda auditoribus methodo adomata. Leipzig 1781
- Diss. de crimine conniventiae. Leipzig 1781
- Diss. de eo, quod inter feudum pecuniarium, pecuniam feudalem, pecuniam ex feudo solvendam et constitutum feudale interest. Leipzig 1781
- Progr. de Avallo. Leipzig 1781
- Opuscula inridica ex Observationibus miscellaneis Batavis in unum volumen collecta; recensuit, praefatus est et animadversiones nonnullas adiecit. Halle 1782
- Diss. Aphorismi iuris criminalis. Leipzig 1782
- De nuptiis senum commentatio. Leipzig 1782 (mit Schriftenverzeichnis)
- De thrasonismo litterario commentatio. Halle 1782
- Progr. an ex cambii invalidi indossamento actio cambialis contra indossantem locum habeat? Leipzig 1782
- Observationes iuris feudalis. Leipzig 1783
- Progr. Delinquendi occasio an et quatenus delictura eiusque poenam minuat? Leipzig 1783
- Diss. Selecta capita de iure bibliothecarurn. Leipzig 1783
- Diss. de moderatione inculpatae tutelae, ad orationem Ciceronis Milonianam. Leipzig 1783
- Progr. ad orationem D. Marci de pupilla a tutore eiusve filio haud ducenda. Leipzig 1783
- Referir- und Decretirkunst. Leipzig 1783
- Progr. de potestate comitum palatinorum hodie valde restricta. Leipzig 1784
- Diss. de cessione bonorum contumeliosa. Leipzig 1784
- Grundsätze des Wechselrechts. Leipzig 1784, 1795
- Diss. de Directariis. Leipzig 1784
- Progr. Miscellaneorum ad ius pertinentium Specimen I-XIII Leipzig 1785-1791
- De utilitate, actionum humanarum fine ac regula. Leipzig 1785
- Progr. de numero doctorum prudentia legislatoria  minuendo, seu de remediis nonnullis contra frequentiam bonorum cessionis et creditorum concursus. Leipzig 1785
- Progr. Vindiciae dissertationis de querela inofficiosi testamenti fratribus uterinis haud concedenda. Leipzig 1785
- Progr. Problema iuris criminalis: An et quatenus iussio eum, qui paret, a poena excuset eamve minuat? Leipzig 1785
- Variorum opuseulorum sylloge. Leipzig 1786
- Progr. de poenis exemplaribus. Leipzig 1787
- Progr. de delatoribus praemiis haud excitandis. Leipzig 1787
- Die Leipziger Wechselordnung mit Anmerkungen und Beylagen versehen. Leipzig 1787
- Progr. de mortis caussa donatione, absente licet et ignorante donatario facta, iure valida. Leipzig 1787
- Ueber die Sattelhöfe, deren Rechte und Freyheiten; mit Urkunden. Leipzig 1788
- Diss. de necessitate agnatorum simultaneeque investitorum in fendi oppignorationem consentiendi. Leipzig 1788
- Progr. de utilitate e lectione scriptorum M. Tullii Ciceronis, praecipueque oratiouum Tullianarum in disciplina iuris criminalis capienda. Leipzig 1789
- Opuscula iuris criminalis. Leipzig 1789
- Diss. de distiuctione inter animum occidendi directum et indirectum, e iurisprudentia criminali eliminanda. Leipzig 1790
- Diss. Selecta e iure vario capita. Leipzig 1790
- De titulo Temper Augustus Diatriba. Leipzig 1791
- Diss. de Licinio Rufino. Leipzig 1791
- Ueber die öffentliche Vollstreckung der peinlichen Strafen ; ein Sendschreiben an Herrn Benj. Rush, Dokt. der Arzneyk. und Prof. - in Pensylvanien. Leipzig 1792
- Miscellaneorum liber singularis. Leipzig 1795
- Progr. Electorum Cap. I de usu linguae Latinae in vita civili caussisque maxime publicis. Leipzig 1795
- Progr. Electorum Cap. II et III de negotiatione, quae accipiepdis, custodiendis et transmittendis mercibus aliensis exercetur (vulgo Speditionshandel), de modo procedendi cambiali interdum sine litttris cambialibus locum inveniente. Leipzig 1795
- Progr. Electorum Cap. IIII de iureiurando vicario. Leipzig 1794
- Progr. Electorum Cap. V de scriptura mensae eiusque cnm negotio mercatorio, quod Scontro vulgo vocant, comparatione. Leipzig 1795
- Joa. Ortwini Westenbergii,  ICti quondam apud Batavos celeberrimi, Opusculorum academicorum Trias, ob raritatem et praestantiam denuo edidit,   animadversiones nonnullas adsperus, et praefatus est.  Leipzig 1795
- Vitae atque memoriae excellentium aliquot ICtor. et Litteratorum variis ab auctoribus litteris mandatae, recensuit, animadversiones nonnullas adiecit et praefatus est. Leipzig 1796